# Ivan II. Kurjaković
Ivan II. Kurjaković, zvani Grof († 1418.), hrvatski velikaš, krbavski knez iz velikaške obitelji Kurjakovića.
Bio je jedini sin krbavskog kneza Nikole I. Kurjakovića. Imao je dvije sestre; Anu udanu za kneza Babonega IV. Babonića i Magdalenu, udanu za kneza Karla Kladuškog. Njegov otac i stričevi su podržavali kraljice Mariju († 1395.) i Elizabetu († 1387.) te posljedično kralja Žigmunda (1387. – 1437.), što im je osiguralo znatan društveni uspon i utjecaj.
Ivan se pridružio svom rođaku, knezu Karlu II. Čekliškom († iza 1422.) na ugarskom dvoru u rano proljeće 1397. godine, gdje je u idućih dvadeset godina obnašao uglednu dužnost kraljičinog i kasnije kraljevog stolnika (magister dapipherorum). Godine 1408. knez Ivan II. postao je, zajedno s rođakom Karlom II. član prestižnog Reda zmajskih vitezova, kojima je pripadao sam kralj i najviši odličnici kraljevstva.
Godine 1414. knez Ivan II. je sudjelovao u Aachenu na obredu krunidbe kralja Žigmunda Luksemburškog za njemačko-rimskog cara. Iza sebe je ostavio kći Mariju, udanu za kneza Šimuna Kladuškog.